# Айзенгюттенштадт
Айзенгюттенштадт (нім. Eisenhüttenstadt, н.-луж. Pśibrjog, з 1953 по 1961 — Сталінштадт) — місто земельного підпорядкування у Німеччині, у землі Бранденбург.
Входить до складу району Одер-Шпре. Населення становить 23 373 ос. (станом на 31 грудня 2020). Площа — 63,40 км². Офіційний код — 12 0 67 120.
Місто поділяється на 4 міських райони.
Назва буквально означає «місто металургійних заводів», популярне скорочення — Гютте (нім. Hütte) або Гюттенштадт (нім. Hüttenstadt). Також через використання металобрухту для вироблення сталі місто має назву «Schrottgorod» — від німецького брухт, сміття (нім. Schrott) та російського місто (рос. город).

## Населення
| Рік  | Населення |
| ---- | --------- |
| 1953 | 2.400     |
| 1955 | 15.157    |
| 1958 | 19.629    |
| 1960 | 24.372    |
| 1961 | 32.970    |
| 1965 | 38.138    |
| 1970 | 45.410    |
| 1975 | 47.414    |
| 1980 | 48.253    |

| Рік  | Населення |
| ---- | --------- |
| 1985 | 48.810    |
| 1988 | 53.048    |
| 1990 | 50.216    |
| 1995 | 47.376    |
| 2000 | 41.493    |
| 2005 | 34.818    |
| 2007 | 33.091    |
| 2008 | 32.214    |
| 2009 | 31.689    |

| Рік  | Населення |
| ---- | --------- |
| 2010 | 31.132    |
| 2011 | 27.795    |

## Географія
Місто розташовано на Одері, поблизу кордону з Польщею у Берлінсько-Варшавській льодовиковій долині та оточене хвойними лісами. Містом прокладено Канал Одер-Шпрее.

## Історія
Місто було побудоване в 1950 у НДР через будівництво металургійного комбінату «Ост». В 1953 місто у пам'ять Голови Ради Міністрів СРСР Сталіна було перейменоване на Сталінштадт (Шталінштадт, Шталінштадт-на-Одері, Сталінштадт-на-Одері). Місто сталеварів вважалося «першим соціалістичним містом на німецькій землі», архітектура якого зазнала впливу радянського стилю. У листопаді 1961 після XXII з'їзду КПРС місто було перейменовано на Айзенхюттенштадт. Одночасно до його складу було включене древнє — засноване у XIII столітті — містечко Фюрстенберг та прилегле село Шенфліса.

## Персони міста
- Пол Ван Дайк — німецький музикант, діджей; народився у місті.

## Міста-побратими
- Димитровград (Болгарія)
- Дрансі (Франція)
- Глогув (Польща)
- Саарлуїс (Німеччина), з 1986 (перші міста-побратими НДР та ФРН; нині такі пари міст є рідкісним випадком побратимів в одній державі).

## Галерея

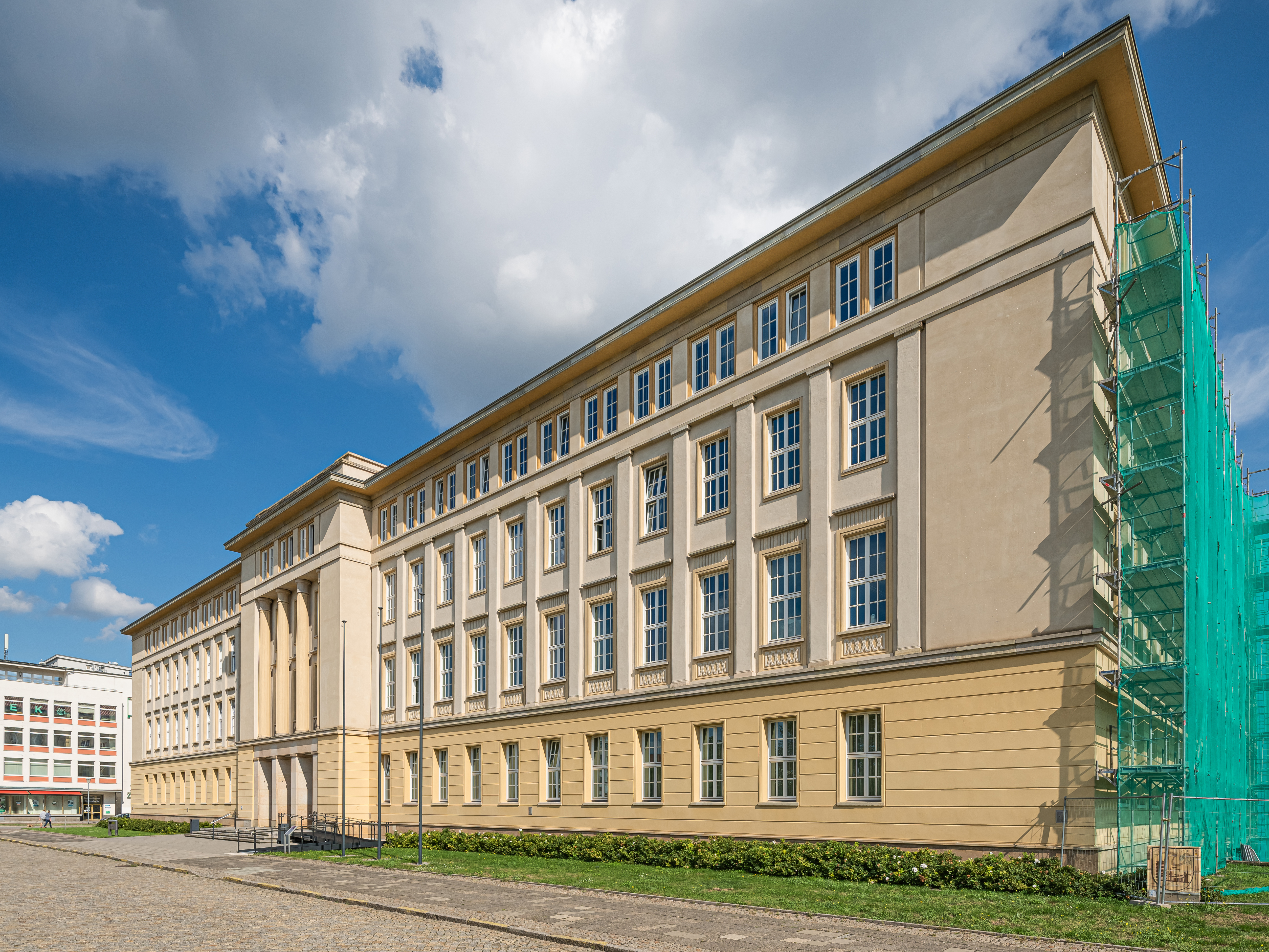
Ратуша, 2020
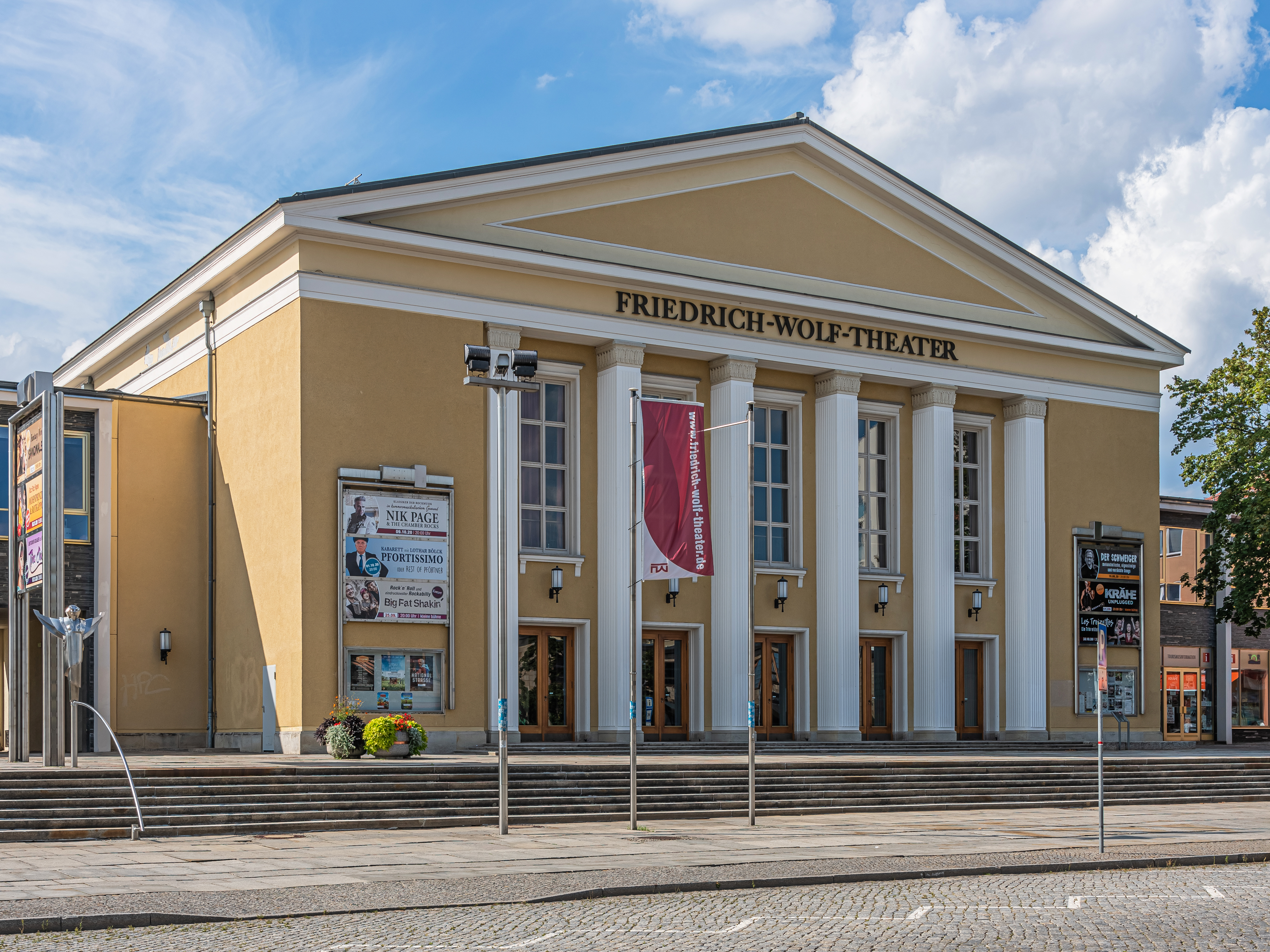
Театр Фрідріха Вольфа, 2020
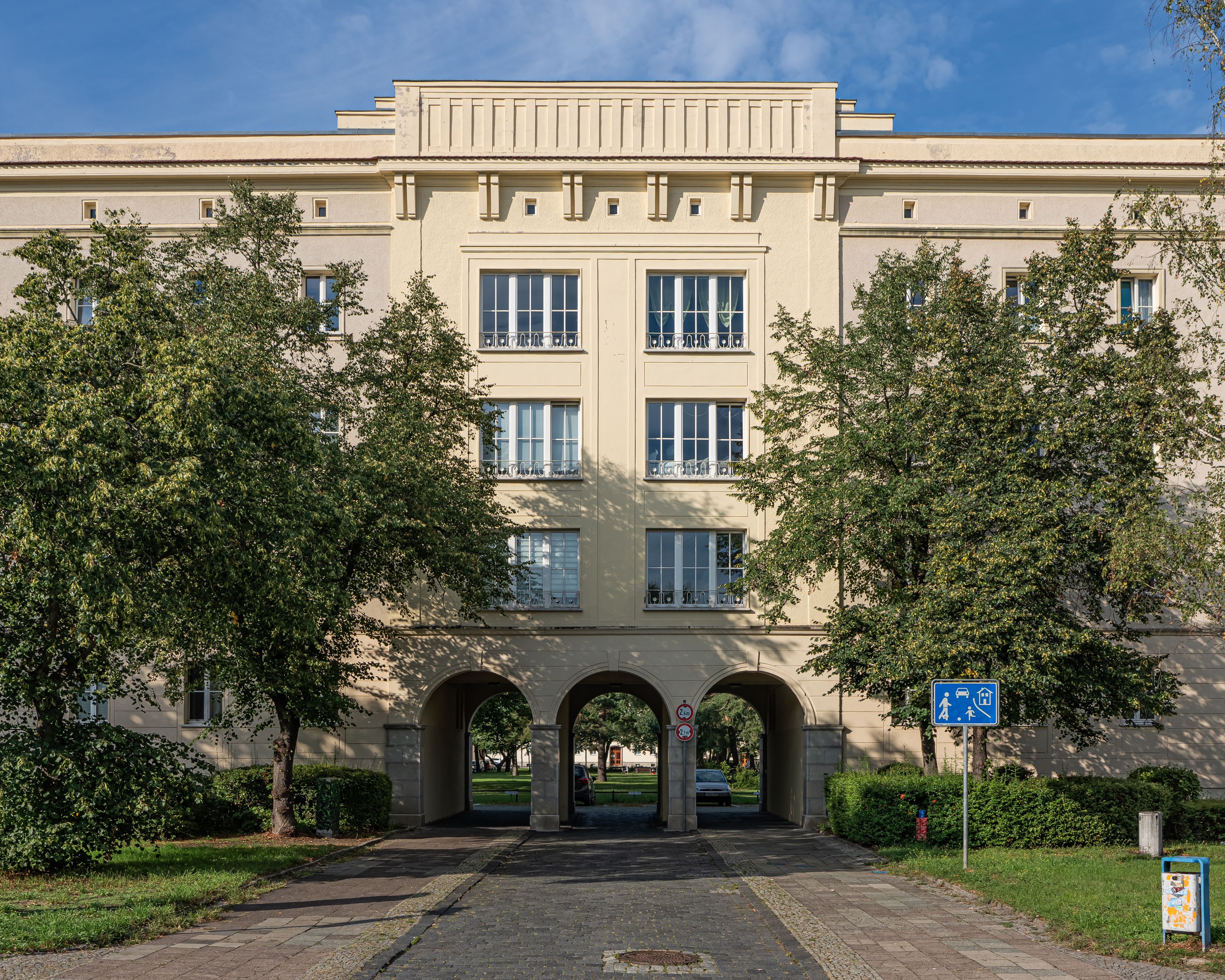
"Житловий комплекс II" - вулиця Саарлуїс
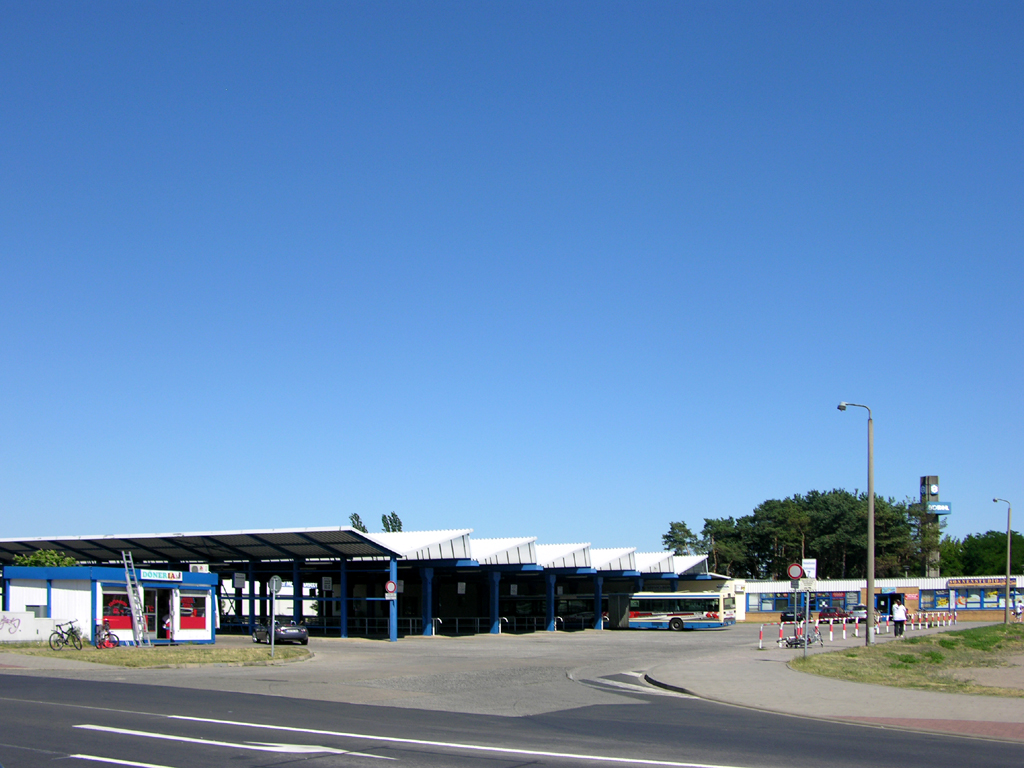
Автовокзал, 2006
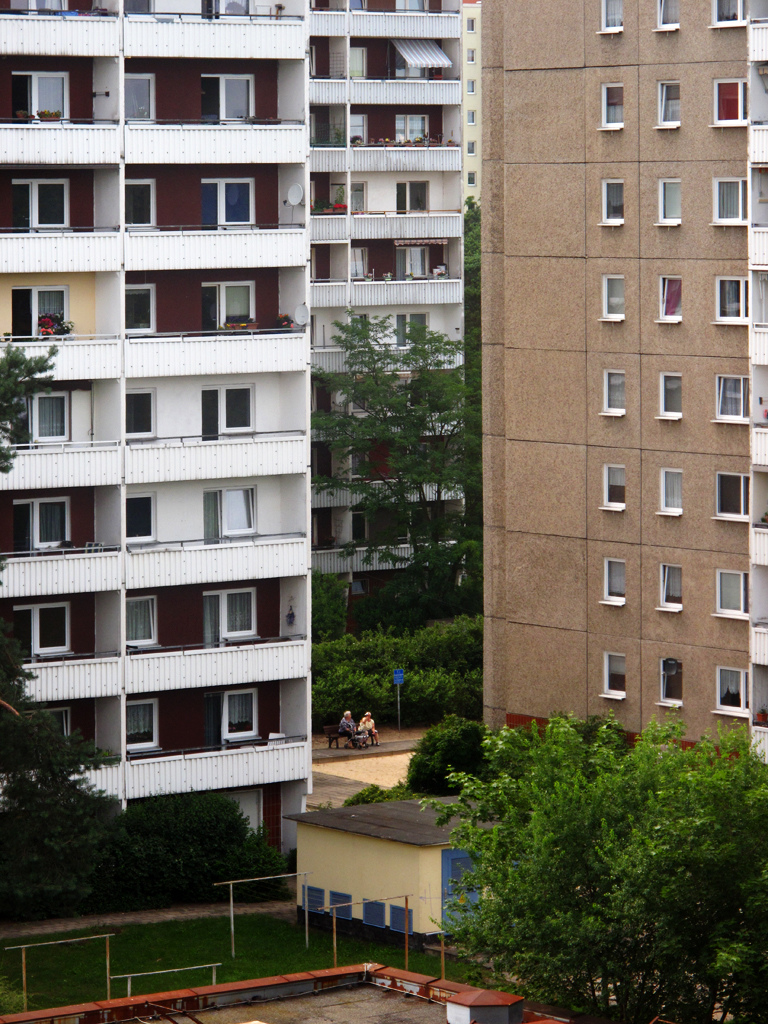
11-поверховий житловий будинок
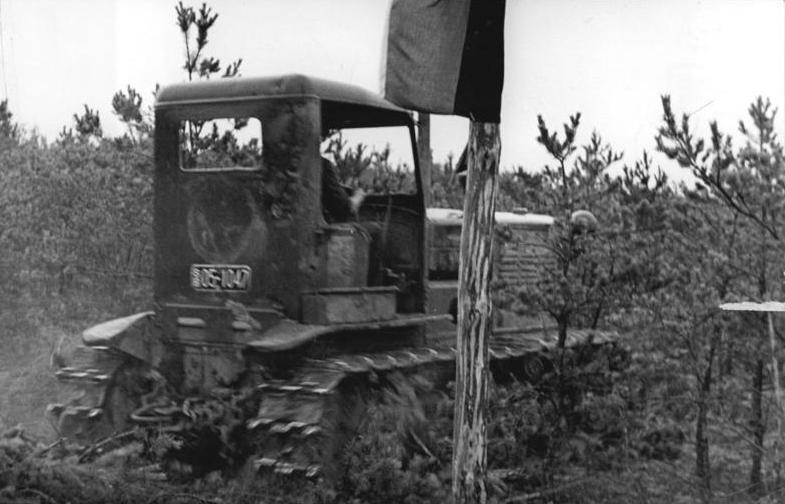
Очищення території
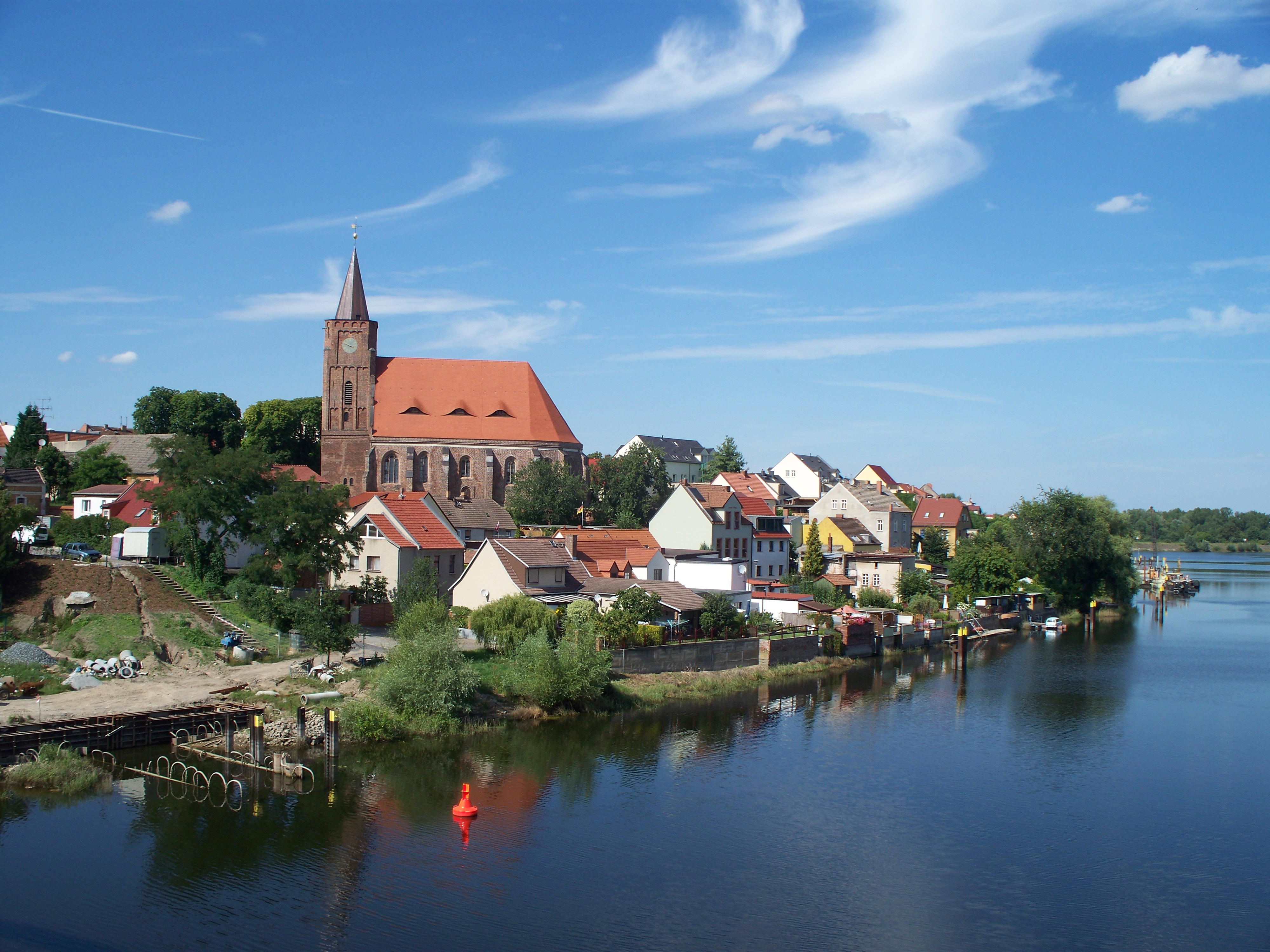
Der historische Teil der Stadt Eisenhüttenstadt, das frühere Fürstenberg an der Oder
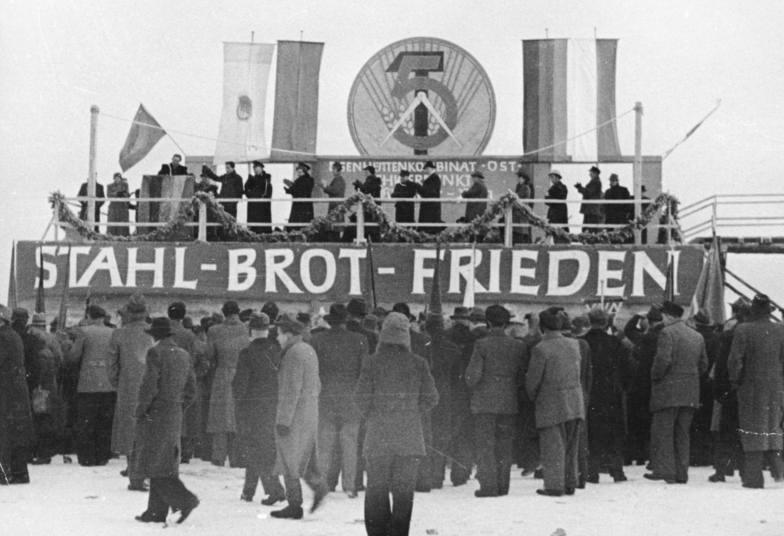
Закладення першого каменю, Східній металургійний комбінат, міністр Зельбманн
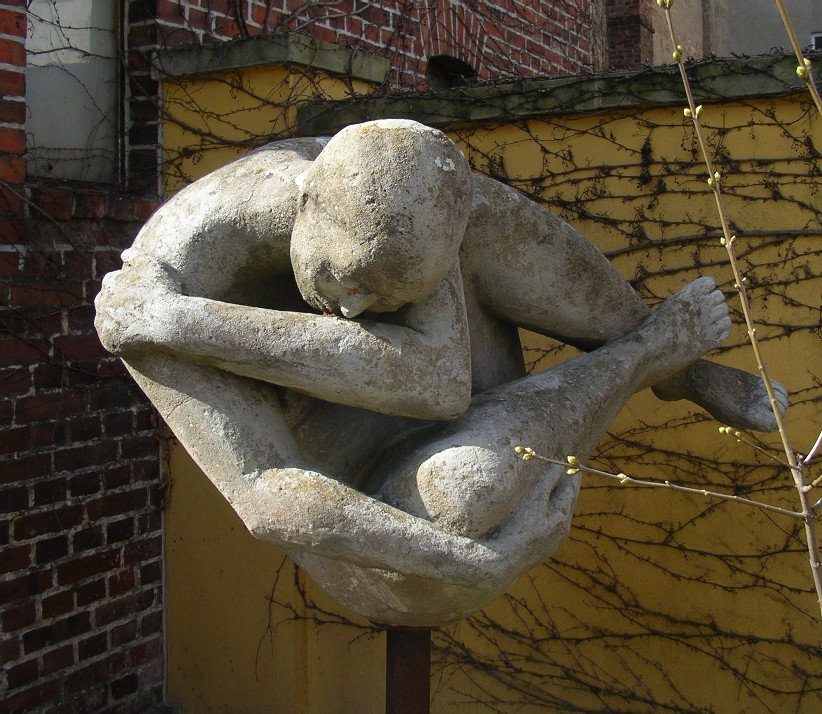
„Збереження (Жінка, що самозахищається)“, Роберт Ріль
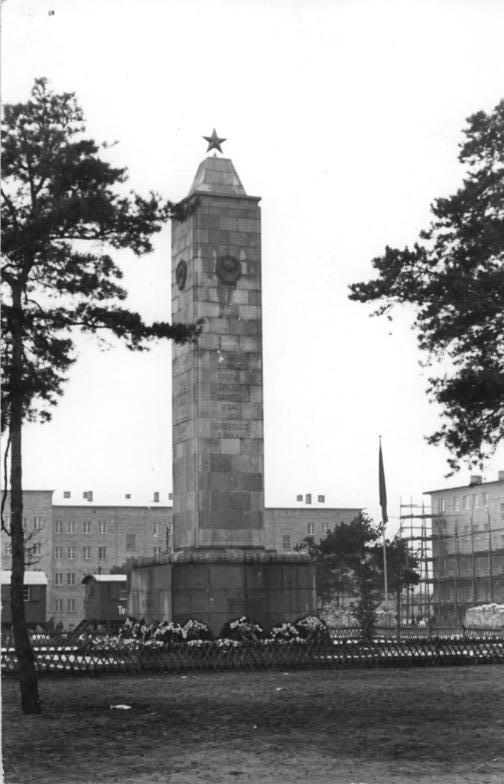
Радянський військовий меморіал, 1952